# غار زاغه بزرگه
غار زاغه بزرگه مربوط به دوران پیش از تاریخ ایران باستان - دوران‌های تاریخی پس از اسلام است و در شهرستان خمین، بخش کمره، دهستان خرمدشت، روستای رباط علیا واقع شده و این اثر در تاریخ ۲۰ اسفند ۱۳۸۵ با شمارهٔ ثبت ۱۸۰۲۱ به‌عنوان یکی از آثار ملی ایران به ثبت رسیده است.